# 抹布

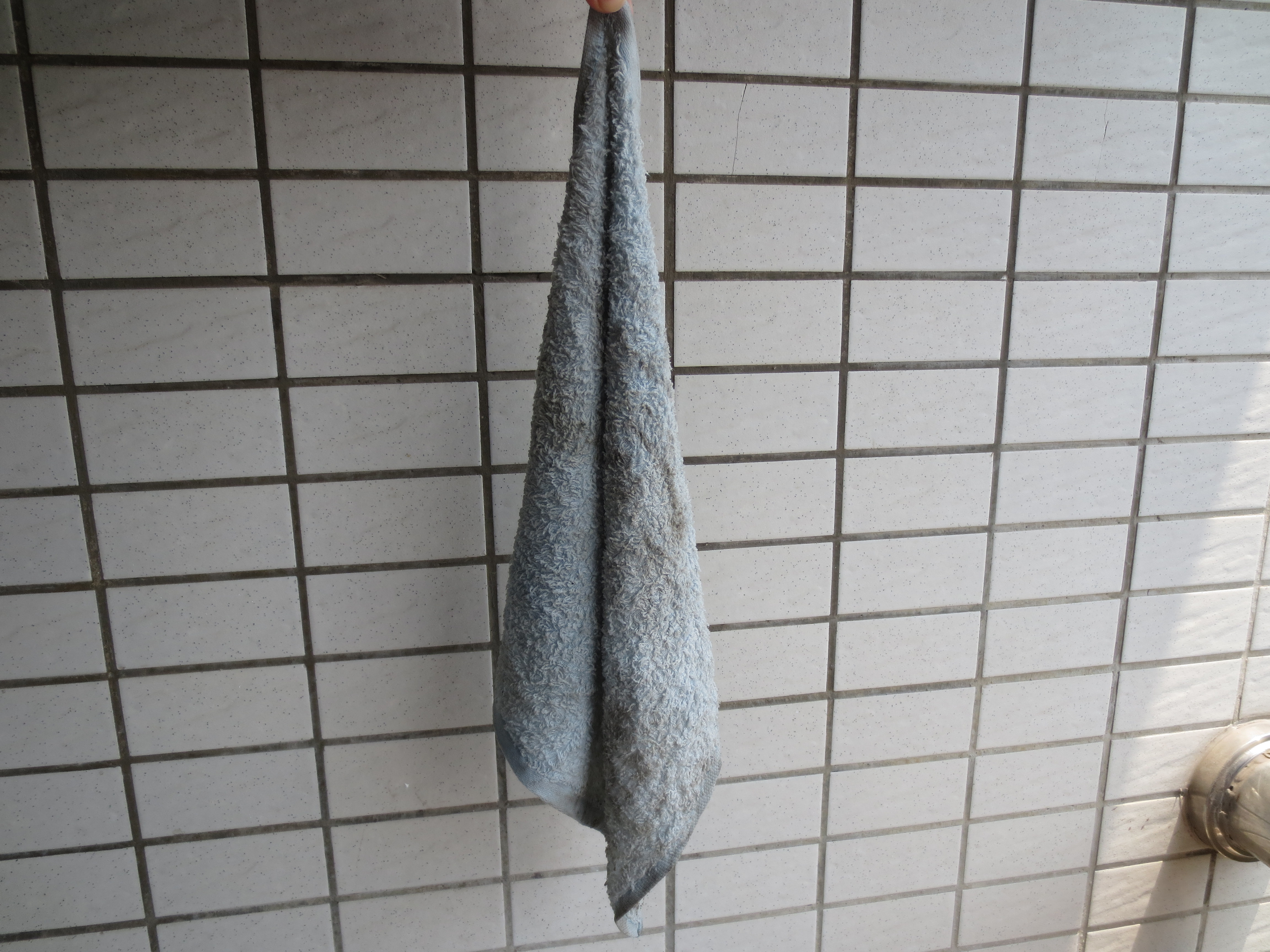
一条抹布

抹布，亦稱桌布，是清洁物品用的布，清洁卫生时经常用到，主要用途是用来擦拭物品，可擦掉清理灰塵、擦乾灑出的液體、擦碗筷、擦家具、擦电器、吸水擦地等。有使用毛巾作為抹布，也有以舊衣服作為抹布等。

## 历史
从镰仓时代的画图可以看出，在日本使用的吸尘器是像今天的拖把一样，在长柄的木棒前端加上横木，然后在横木上缠上布条的东西。当时的名称不明，但在现代被称为“棒抹布”。用手擦拭的布在室町时代被称为“净巾”，这被认为是抹布的语源。普及是在江户时代以后，将用旧的棉布重叠几张，用棉线纵横缝合加强（做成刺绣）的形式，在这个时代就形成了。

## 用途
打扫方法有直接擦拭的“干擦”、用水浸湿后拧干擦拭的“水擦”等。脏了的话，用干擦的话在外面敲打，擦水的时候用水洗拧。如果洒了高卡路里的液体（牛奶等）的话，就用抹布擦干净，挤到桶里，不要在盥洗盆，而是往馬桶里倒脏水，然后用水擦拭。在小学里，经常会备有用于煮太多抹布的水桶。基本上用手拿着擦拭是很普通的，但也存在着安装抹布的前提拖把（也被称作棒抹布、抹布雨）。虽然用脚踩着擦拭是违反礼仪的，但是对于体重轻的女性和儿童来说，这也是增加了较强摩擦力的合理行动。作为学校教育的一环，打扫的时间常常使用抹布。小学的话，有时会让孩子带抹布。根据学校的不同，有的学校在年末会进行打蜡。在寺庙和神社，作为弟子教育的一环，会在走廊和木板之间擦抹布。以前，将菜油适度浸入油中的油抹布也多用于完成时的干擦。在使用过程中，大的灰尘有时会用手指摘掉扔掉后再翻过来擦去新的一面。使用后，棉布、微纤维抹布可以耐漂白洗涤，但以药剂浸渍为前提的化学抹布、无纺布、湿巾类型在家里不能洗涤或再浸渍，应作为可燃垃圾处理。特别是由化纤抹布产生的细纤维通过流进下水道，微塑料有可能導致河流、海洋的环境污染。

## 再利用
在一般家庭中，用旧的抹布和毛巾等布料被再利用的情况也很多，但是批量生产的市贩品中有使用特殊纤维比较薄的，折叠式毛巾质地作为毛巾抹布被市场上销售的。也可以在超市或100日元商店等地方购买。因为可以简单地做出来，所以很多时候作为小学的家庭课的课题被做出来。生鱼片抹布基本上是手工缝制的，但是近年来一般用缝纫机制作。
一般的抹布形状是方形的，多是长方形的。布制（棉、聚酯、尼龙、人造丝等）的东西很多。微纤维抹布是聚酯制的。雨刷用的是聚丙烯聚乙烯的廉价无纺布。也有用纸做的一次性抹布，被称为纸尘器。厨房用的抹布被称为厨房灰尘。另外，还有一种叫做“化学抹布”的东西，是将药物浸入布料或纸片中的。
以前，旧衣服一直被反复使用，直到不能再做尿布和修缮了，但是随着紙尿片的普及和针织品等编辑地的普及和战后的洋装化和裁缝的分离，这种习惯已经不常见了。无论是針織布还是梭織布，只要剪成便于擦拭的尺寸，就会成为多余纤维灰尘的产生源，所以旧衣服的再利用地倾向于使用湿巾。另外，旧报纸也经常作为一次性抹布用于擦拭、干擦。
市场上卖的商品大多是白色的，但也有涂上颜色的。在清扫业中，也有根据清扫场所进行颜色区分的情况。虽然不是与抹布的名称，但市面上有类似产品，包括浸入专门用于炉内油污等的药剂的湿巾型清扫工具、带有地板用棒的刮板的替换用无纺布等（未确定一般名称）。表面活性剂，橘子油，电解水，酒精，香料等被浸没后销售的平面型纤维产品，可以说是化学抹布的发展形式。